# Anton Ondruš
Anton Ondruš est un footballeur tchécoslovaque, né le 27 mars 1950 à Solčany, en Slovaquie actuelle. Il évolue au poste de libéro.
Anton Ondruš est l’une des figures marquantes du football tchécoslovaque et de cette époque. Membre de l'équipe du Slovan Bratislava et capitaine emblématique de la sélection tchécoslovaque lors de son épopée de 1976, il est considéré comme l'un des meilleurs libéro des années 1970.

## Biographie

### En club
Ondrus commence sa carrière au SK Slovan Bratislava, son club formateur où il sera professionnel pendant 10 ans entrecoupés par un passage au FK Dukla Banská Bystrica pour effectuer son service militaire. Il remporte deux championnats de Tchécoslovaquie en 1972 et en 1975 et une coupe de Tchécoslovaquie en 1974. Après ses 30 ans il est autorisé à quitter la Tchécoslovaquie et d'aller jouer à l'étranger. Il déclarera qu'il regrette de ne pas avoir pu partir plus tôt de Tchécoslovaquie et jouer dans un grand club. Il jouera donc dans un club belge (FC Bruges), un club français (CS Thonon) et un club suisse (FC Biel-Bienne).
Ce joueur a marqué tous les clubs par lesquels il est passé, en particulier le Slovan Bratislava, club de son cœur, où il a joué jusqu'en 1980, et où il est aujourd'hui considéré comme une légende vivante.

### En équipe nationale
Il est international tchécoslovaque à 58 reprises (1974-1980) pour 9 buts.
Il participe à l’Euro 1976. En demi-finale, contre les Pays-Bas, Ondrus fait face à Cruyff. Il est évident que les deux joueurs n’ont pas le même statut et pourtant Ondrus va faire mordre la poussière aux attaquants bataves dans cette nuit pluvieuse de juin 1976. La démarche mal assurée avec ses jambes arquées, le capitaine tchécoslovaque est un défenseur intraitable, mécanique voir raide sur le terrain. Plus grand que ses adversaires il ne mise pas uniquement sur son physique pour dominer ses adversaires, ancien avant centre de qualité, il a le goût du geste spectaculaire et n’hésite pas à se projeter à l’avant toujours avec panache. Ce soir là c’est ce récital qui livrera pour écœurer les hollandais qui sombrent 3-1 avec une ouverture du score signée Ondrus lui-même avec un joli coup de boule pour ce maitre des airs : il inscrit un but à la 19e minute et il inscrit un but contre son camp à la 77e minute, sans conséquence. La Tchécoslovaquie gagne 3 buts à 1 et se qualifie pour la finale.
En finale contre la RFA, où il est capitaine, le score est de 2 buts partout après prolongations. Il faut départager les deux équipes par une séance de tirs au but. Anton Ondruš marque son tir de but contre Sepp Maier. La Tchécoslovaquie est championne d’Europe. Il fait partie de l’équipe-type du tournoi, avec Franz Beckenbauer et Antonin Panenka entre autres. Ses formidables prestations pendant cet euro lui vaudront une sixième au classement ballon d'or 1976.
Il participe ensuite à l’Euro 1980, en tant que tenant du titre. Il est titulaire contre la RFA, contre la Grèce, puis contre les Pays-Bas. Vu que la Tchécoslovaquie termine deuxième de son groupe, elle dispute le match pour la troisième place. Ce match oppose la Tchécoslovaquie à l’Italie. Anton Ondruš est titulaire, il est le troisième tireur dans la séance de tirs au but. Il transforme son tir au but contre Dino Zoff. La Tchécoslovaquie se classe troisième du tournoi.

## Clubs
- 1970-1977 :  SK Slovan Bratislava
- 1977-1978 :  FK Dukla Banská Bystrica
- 1978-1980 :  SK Slovan Bratislava
- 1981-1982 :  FC Bruges
- 1983-1987 :  CS Thonon
- 1988-1989 :  FC Biel-Bienne

## Palmarès
- Championnat de Tchécoslovaquie
  - Champion en 1974 et en 1975
  - Vice-champion en 1972 et en 1976
- Coupe de Tchécoslovaquie
  - Vainqueur en 1974
  - Finaliste en 1972 et en 1976
- Championnat d'Europe
  - Vainqueur en 1976